# In My Life
In My Life (englisch für: In meinem Leben) ist ein Lied der britischen Rockband The Beatles. Es wurde erstmals am 3. Dezember 1965 auf dem Album Rubber Soul veröffentlicht. Die Autoren des Stücks sind John Lennon und Paul McCartney unter deren gemeinsamem Copyright Lennon/McCartney.

## Komposition
Anders als bei den meisten anderen Songs der Beatles ist unklar, wer der hauptsächliche Komponist des Liedes ist. Während der Text von In My Life eindeutig und unbestritten von Lennon stammt, gibt McCartney an, dass die Melodie von ihm allein stamme; Lennon erklärte hingegen, McCartney habe ihm lediglich im Mittelteil bei der musikalischen Umsetzung geholfen. Die Idee zu dem Lied war John Lennon bereits im Alter von 15 Jahren gekommen, als er mit einem Bus durch seine Heimatgegend gefahren war. Nachdem er 1964 in einem Interview gefragt worden war, warum er keine persönlicheren Liedtexte schreibe, griff Lennon die alte Idee wieder auf.
In einem Interview aus dem Jahr 1980 erinnerte er sich wie folgt:

“It was the first song I wrote that was consciously about my life. […] Before, we were just writing songs a la Everly Brothers, Buddy Holly – pop songs with no more thought to them than that. The words were almost irrelevant. In My Life started out as a bus journey from my house at 251 Menlove Avenue to town, mentioning all the places I could recall. I wrote it all down and it was boring. So I forgot about it and laid back and these lyrics started coming to me about friends and lovers of the past. Paul helped with the middle eight.”

„Das war das erste Lied, das ich ganz bewusst über mein Leben geschrieben habe. […] Davor hatten wir lediglich Lieder im Stil der Everly Brothers, Buddy Holly geschrieben – einfache Popsongs ohne tieferen Inhalt. Die Worte waren fast völlig unwichtig. In My Life begann als eine Busfahrt von meinem Haus in der 251 Menlove Avenue in die Stadt, wobei ich all die Orte aufzählte, an die ich mich erinnern konnte. Ich schrieb das alles auf und es war langweilig. Also ließ ich das erst einmal liegen und entspannte mich. Und dann fiel mir dieser Text ein, über Freunde und Geliebte aus meiner Vergangenheit. Paul half mir beim Mittelteil.“

Frühe Textfassungen sind erhalten. Das Lied ist im Mittelteil geprägt von einem Klaviersolo, das vom Beatles-Produzenten George Martin komponiert und gespielt wurde. Da George Martin das Solo nicht in dem schnellen Tempo spielen konnte, wurde es mit halber Geschwindigkeit aufgenommen und danach wieder beschleunigt. Martin erinnerte sich zur Entstehung des Solos:

“On the original version John left a hole in the song for an instrumental section, and while he was away having dinner I recorded a keyboard solo like a Bach two part invention. He loved it, and it has remained an integral part of the song ever since.”

„In der ursprünglichen Fassung hatte John [Lennon] eine Lücke im Lied für eine Instrumentalpassage gelassen und während er zum Abendessen gegangen war, nahm ich ein Keyboard-Solo im Stil einer zweistimmigen Bach-Invention auf. Ihm gefiel das Solo sehr und es ist seitdem ein wesentlicher Bestandteil des Lieds.“

## Aufnahme
In My Life wurde am 18. Oktober 1965 in den Londoner Abbey Road Studios (Studio 2) mit dem Produzenten George Martin aufgenommen. Norman Smith war der Toningenieur der Aufnahmen. Die Band nahm insgesamt drei Takes auf, wobei der dritte Take für die finale Version verwendet wurde. Für das Lied wurden am 22. Oktober noch weitere Overdubs eingespielt, hier war Stuart Eltham der Toningenieur.
Die Abmischungen des Liedes erfolgten am 25. Oktober 1965 in Mono und am 26. Oktober in Stereo. Die Neuabmischung von George Martin aus dem Jahr 1986 hat im Vergleich zur ursprünglichen Stereoversion einen Hall im Gesang.
Besetzung
- John Lennon: Rhythmusgitarre, Gesang
- Paul McCartney: Bass, Hintergrundgesang
- George Harrison: Leadgitarre, Hintergrundgesang
- Ringo Starr: Schlagzeug, Tamburin
- George Martin: elektrisches Klavier

## Veröffentlichungen
- Am 7. Dezember 1965 erschien in Deutschland das zehnte Beatles-Album Rubber Soul, auf dem In My Life enthalten ist. In Großbritannien wurde das Album schon am 3. Dezember 1965 veröffentlicht, dort war es das sechste Beatles-Album.
- Am 6. April 1973 erschien das Kompilationsalbum 1962–1966, auf dem sich auch In My Life befindet.
- Am 10. November 2023 wurde das Kompilationsalbum 1962–1966 erneut wiederveröffentlicht. Auf diesem befindet sich In My Life in einer von Giles Martin und Sam Okell 2023 neu abgemischten Version.

## Coverversionen
Dieses Lied bot die Vorlage für eine ganze Reihe von Coverversionen, unter anderem von Judy Collins, Crosby, Stills & Nash, Ozzy Osbourne und Johnny Cash. Auch George Harrison nahm den Titel in sein Konzert-Repertoire auf, veränderte den Text jedoch an einer Stelle, so sang er „I love God more“ anstatt „I love you more“. George Martin gab 1998 einem Album, auf dem er Coverversionen verschiedener Beatles-Songs von mehreren Künstlern vereinte, ebenfalls den Titel In My Life. Auf diesem Album ist der Interpret von In My Life der Schauspieler Sean Connery.

## Trivia
Das Original erreichte 2004 in der Aufstellung des Magazins Rolling Stone der 500 besten Songs aller Zeiten den 23. Rang. In der Neuauflage von 2021 erreichte der Titel Platz 98. Vom britischen Musikmagazin Mojo wurde das Stück zum besten Song aller Zeiten gewählt.
In My Life gehört zu den zehn meist gestreamten Liedern der Beatles auf Spotify (Stand: Oktober 2024).
Am Ende seiner Kanzlerschaft im Jahr 2025 wählte Olaf Scholz In My Life als einen von drei Musiktiteln für den zu seinen Ehren veranstalteten Großen Zapfenstreich.

## Auszeichnungen für Musikverkäufe
| Land/Region                  | Auszeichnungen für Musikverkäufe (Land/Region, Auszeichnung, Verkäufe) | Verkäufe |
| ---------------------------- | ---------------------------------------------------------------------- | -------- |
| Neuseeland (RMNZ)            | Platin                                                                 | 30.000   |
| Spanien (Promusicae)         | Gold                                                                   | 30.000   |
| Vereinigtes Königreich (BPI) | Platin                                                                 | 600.000  |
| Insgesamt                    | 1× Gold · 2× Platin ·                                                  | 660.000  |

Hauptartikel: The Beatles/Auszeichnungen für Musikverkäufe